# Jiří Viktor Daneš
Jiří Viktor Daneš (23. srpna 1880 Nový Dvůr – 11. dubna 1928 Culver City) byl profesor geografie na české univerzitě v Praze.

## Život
Narodil se v Pavlově. Na české univerzitě v Praze vystudoval na počátku 20. století historii a geografii. Byl velkým znalcem zemí Balkánského poloostrova, navštívil dvakrát Ameriku (1904, 1906), v letech 1909–1910 podnikl spolu s botanikem a pozdějším rektorem pražské univerzity Karlem Dominem cestu do Indonésie a Austrálie a stal se tak asi nejlepším znalcem tohoto kontinentu u nás. Byl dopisujícím členem Queenslandské královské akademie věd.
Při všech cestách, které podnikl v rámci svého diplomatického působení, se snažil získat co nejvíce vědeckých poznatků pro svou další práci. Zabýval se úvahami nad konceptem tzv. Bílé Austrálie, tj. zda je vhodné imigraci z Asie podporovat, nebo jí bránit. V cestopise Tři léta při tichém oceáně najdeme řadu informací o australské společnosti, kultuře, politice, chválí australský sociální systém a komentuje nevalnou úroveň školství.
Po ukončení diplomatické služby podnikl již dříve plánovanou dlouhou cestu po Tichomoří a východní Asii. Navštívil Nový Zéland, Havaj, Japonsko, Čínu, a cestu kolem světa dokončil návratem přes Kanadu a Velkou Británii do vlasti.
Od zimního semestru 1923/24 přednášel na Přírodovědecké fakultě UK, kde také působil v akademickém roce 1925/26 ve funkci děkana a zároveň také dva roky dojížděl do Bratislavy, kde na nově zřízené univerzitě zakládal geografický ústav.
V létě 1927 se vydal s manželkou na plánovanou roční studijní cestu po USA, které poznával a hlavně přednášel. 10. dubna 1928 ho při fotografování naftových věží v Hollywoodu přejelo auto. Zemřel následujícího dne v nemocnici v Culver City. Urna s popelem byla po velkolepém pohřbu uložena na hřbitově u strašnického krematoria.

## Diplomatická služba
V prosinci 1919 dostal nabídku vstoupit do diplomacie, v roce 1920 se stal prvním generálním konzulem Československé republiky v Austrálii, v Sydney. Jeho úkolem bylo navázat politické a hospodářské vztahy s Australským svazem, který sice byl součástí britského impéria, ale jako dominium vystupoval v řadě otázek samostatně. Konzulát, sestávající z konzula a jednoho úředníka, zahájil činnost 30. srpna 1920 v hotelu Australia. Později se konzulát přesunul do pronajaté vily na Bayswater Road 40, kde byl i Danešův byt. Z místních krajanů pomohl Danešovi v počátcích jeho činnosti obchodník s drahokamy Václav/Wiliam Georg Jíra (1871–1920). Krajanská komunita byla poměrně nepočetná a neexistovaly tu ani české spolky. V roce 1922 byla z Danešovy a Jírovy iniciativy zřízena československá obchodní komora v Sydney, jejíž působení téměř pokrylo veškeré náklady na činnost konzulátu. V rámci své mise přednesl Daneš řadu přednášek, v nichž posluchače seznamoval s nově vzniklým státem Československou republikou a vysvětloval, v čem se liší od dvou poražených zemí – Rakouska a Německa. K přednáškám připravil propagační publikaci What is Czechoslovakia (1921).
V době svého působení na konzulátu v Sydney využíval volné dny k cestám po Austrálii. Služební povinnosti ho zavedly v roce 1921 na Novou Guineu, přelom roku 1921 a 1922 strávil s manželkou na Tasmánii jako účastník zasedání Australoasijské asociace pro vědecký pokrok.
Jiří Daneš bral svůj konzulský úřad jako službu vlasti a nehodlal v něm setrvat déle, než jedno funkční období. Proto již v dubnu 1922 žádá o zproštění služby ke konci roku. Svou misi ukončil 8. ledna 1923, kdy předal svůj úřad do rukou Emanuela Hajného.

## Dílo
- DANEŠ, Jiří Viktor. Tři léta při Tichém oceáně. 1.. vyd. Praha: Fr. Borový, 1926. 671 s.
- DANEŠ, Jiří Viktor. Cesta kolem světa : výběr z fotografického fondu Jiřího V. Daneše. 1. vyd. Praha: Masarykův ústav a Archiv AV ČR, v.v.i., FAMU, 2017. 1 CD-ROM s. ISBN 978-80-87782-85-9.
- DANEŠ, Jiří Viktor. Jovan Cvijič : k jeho šedesátinám. 1. vyd. Praha: Přírodovědecká fakulta, 1925. 36 s.
- DANEŠ, Jiří Viktor. Původ a zanikání domorodců v Australii a Oceanii. 1. vyd. Praha: Unie, 1924. 137 s.
- DANEŠ, Jiří Viktor. Bevölkerungsdichtigkeit der Hercegovina. 1. vyd. Prag: Selbstverlag, 1903. 71 s.
- DANEŠ, Jiří Viktor. Balkánem po válce roku 1913. 1. vyd. Praha: Jos. R. Vilímek, 1914. 40 s.